# David Von Erich
David Alan Adkisson (Dallas (Texas), 22 juli 1958 - Tokio, 10 februari 1984), beter bekend als David Von Erich, was een Amerikaans professioneel worstelaar. Hij was de zoon van Fritz Von Erich en de broer van Kerry, Kevin, Mike en Chris.

## In worstelen
- Afwerking en kenmerkende bewegingen
  - Iron Claw
  - Running high knee strike
  - Sleeper hold "The Dream Machine"

- Bijnamen
  - "The Yellow Rose of Texas"
  - "The Iron Nail" (Japan)

## Kampioenschappen en prestaties
- All Japan Pro Wrestling
  - AJPW All Asia Tag Team Championship (1 keer met Kevin Von Erich)

- Championship Wrestling from Florida
  - NWA Florida Television Championship (1 keer)
  - NWA North American Tag Team Championship (1 keer met Dory Funk Jr.)
  - NWA Southern Heavyweight Championship (1 keer)

- NWA Big Time Wrestling / World Class Championship Wrestling
  - NWA American Tag Team Championship (1 keer met Kevin Von Erich)
  - NWA Texas Heavyweight Championship (8 keer)
  - NWA Texas Tag Team Championship (2 keer met Kevin Von Erich)
  - NWA United National Championship (1 keer)
  - NWA World Six-Man Tag Team Championship (2 keer; 1x met Kevin Von Erich en 1x met Kerry Von Erich)
  - NWA World Tag Team Championship (1 keer met Kevin Von Erich)

- St. Louis Wrestling Club
  - NWA Missouri Heavyweight Championship (1 keer)

- World Wrestling Entertainment
  - WWE Hall of Fame (Class of 2009)